# Reprise Records
Reprise Records es un sello discográfico estadounidense, subsidiaria de Warner Music Group, operado en conjunto con Warner Bros. Records.

## Historia de la compañía
Reprise fue originalmente formado en 1960 por Frank Sinatra con el propósito de permitir una mayor libertad artística para sus propias grabaciones. También sus compañeros de la banda Rat Pack, Dean Martin y Sammy Davis, Jr. se unieron al sello. El comediante Redd Foxx también grabó para el sello durante sus años de novato.
Reprise fue vendida a Warner Bros. Records en 1963. Aunque en el tiempo, Warner Bros. siempre ha tratado a Reprise como un sello discográfico secundario, hoy en día es la casa discográfica de grandes artistas como Green Day, Black Sabbath, Frozen, Oasis, The Network, Josh Groban, The Smashing Pumpkins, Deftones, Neil Young y Disturbed entre otros.
A fines de la década de 1970, Joni Mitchell y Captain Beefheart habiendo dejado el sello discográfico, Sinatra expresó su deseo de ser el único artista restante en Reprise, pero Neil Young rehusó salir.

## Artistas en el sello
Los artistas que tienen el símbolo (*) ya no son parte del sello.
- Avenged Sevenfold
- Alter Bridge*
- B-52's
- Babble*
- Barenaked Ladies*
- Greg Behrendt
- Black Sabbath*
- BoDeans*
- Michael Bublé (143/Reprise)
- Wynona Carr*
- Ry Cooder*
- Billy Corgan
- Cher*
- Deftones (desde 2012)
- Distillers, The*
- Eric Clapton (Duck/Reprise)
- Jude Cole*
- Color Me Badd* (Giant/Reprise)
- Cowboy Troy
- Sammy Davis Jr.
- Depeche Mode (Mute/Sire/Reprise)
- Dio*
- Disturbed
- E-40
- Eisley
- Electri Prunes, The*
- Enya
- EX Girlfriend*
- Donald Fagen
- Faith No More*
- First Edition, The*
- Flaming Lips, The
- Fleetwood Mac*
- Green Day
- Gordon Lightfoot
- Guster
- Josh Groban (143/Reprise)
- Jimi Hendrix*
- Hot Hot Heat
- Idiot Pilot
- Information Society* (Tommy Boy/Reprise)
- Jade* (Giant/Reprise)
- Jeremy Jordan* (Giant/Reprise)
- Jims and The Bobs, The*
- Kenny Rogers and The First Edition*
- Kinks, The*
- Lalaine
- Life, Sex & Death
- Lil Scrappy
- Lucy Taylor
- Gordon Lightfoot
- Trini López
- MC Hammer* (Giant/Reprise)
- Jessi Malay
- Dean Martin
- Mastodon
- Men, Women & Children
- Joni Mitchell*
- Mandy Moore
- Michelle Branch
- Alanis Morissette (Maverick/Reprise)
- Mudhoney*
- My Chemical Romance
- Gerard Way
- Never Shout Never
- Frozen (Fueled by Ramen/Decaydance/Reprise)
- Red Hot Chili Peppers
- Stevie Nicks
- Randy Newman
- N-Trance
- Oasis
- Orgy*
- Pearls Before Swine*
- Powermad*
- Prodigy (Maverick/Reprise)
- Rock Kills Kid
- Rebelión (Banda Mexicana)
- Kenny Rogers
- Secret Machines, The
- Shadows Fall
- Frank Sinatra
- Nancy Sinatra*
- Smashing Pumpkins, The
- Steely Dan
- Static-X* (desde 2007)
- Taking Back Sunday
- Triumph, the Insult Comic Dog
- Used, The*
- Veronicas, The
- Walkmen, The
- Justin Warfield (Qwest/Reprise)
- Paul Westerberg* (Sire/Reprise)
- Wilco*
- Dwight Yoakam*
- Neil Young
- Zwan*